# Tân Văn, Lâm Hà
Tân Văn là một xã thuộc huyện Lâm Hà, tỉnh Lâm Đồng, Việt Nam.

## Địa lý
Xã Tân Văn có diện tích 38,64 km², dân số năm 2022 là 13.604 người, mật độ dân số đạt 352 người/km².

## Lịch sử
Ngày 24 tháng 10 năm 1987, Hội đồng Bộ trưởng ban hành Quyết định số 157-HĐBT về việc chuyển xã Tân Văn thuộc huyện Đức Trọng về huyện Lâm Hà mới thành lập quản lý.
Ngày 21 tháng 1 năm 2020, HĐND tỉnh Lâm Đồng ban hành Nghị quyết số 166/NQ-HĐND về việc:
- Thành lập thôn Mỹ Đức trên cơ sở thôn Mỹ Hòa và thôn Đức Hà.
- Sáp nhập thôn Hà Tân vào thôn Tân Hòa.
- Sáp nhập một phần thôn Tân Hòa vào thôn Tân An.